# Bernhard Jaup (Jurist)
Bernhard Ferdinand Ernst Wilhelm Jaup (* 5. September 1827 in Darmstadt; † 13. Februar 1895 ebenda) war ein großherzoglich-hessischer Jurist sowie Kreisrat und Ministerialbeamter.

## Leben
Bernhard Jaup wurde als Sohn des Ministerpräsidenten Heinrich Karl Jaup (1781–1860) und dessen Ehefrau Charlotte Jakobäa (Jacquette) Louise Bansa (1786–1840), Tochter des Johann Conrad Bansa (1759–1825) geboren. 
Nach dem Studium der Rechtswissenschaften an der Justus-Liebig-Universität Gießen promovierte er am 16. Dezember 1848 zum Dr. jur. und war dort bis 1852 als Privatdozent tätig, als er Regierungsakzessist wurde und 1858 als Assessor zum Landkreis Groß-Gerau wechselte. In gleicher Funktion war er auch in den Kreisen Darmstadt und Mainz tätig, bevor er zum 1. April 1872 Kreisrat (heute: Landrat) im Kreis Schotten wurde. Dort blieb er bis zu seinem Weggang zum Ministerium des Innern am 1. Oktober 1872 im Am und stieg bis zum Ministerialrat auf.
1894 wurde er in den Ruhestand verabschiedet.

### Familie
Am 30. Mai 1859 heiratete er in Darmstadt Louise Gros (1832–1917). Aus der Ehe ist der Sohn Bernhard (1860–1944, Präsident des Kaiserlichen Aufsichtsamtes für Privatversicherung) hervorgegangen. 

### Ehrungen und Auszeichnungen
- 1865 Ritterkreuz des Franz-Joseph-Ordens.[2]
- 1874 Geheimer Regierungsrat[3]